# Инверсный слой

Образование инверсного слоя, в данном случае дырочного (правее p^{+}-истока, вверху рисунка) в полевом транзисторе на n-подложке.

Инве́рсный слой (также: инверсио́нный слой, или о́бласть инве́рсии) — область в полупроводнике около его поверхности или стыка с другим материалом, проводимость которой определяется концентрацией неосновных носителей заряда полупроводника. Для создания и поддержания существования такой области требуется электрическое поле, её параметры варьируются при изменении внешнего напряжения и условий (температуры, интенсивности освещения). Инверсный слой формируется, например, в полевом транзисторе с изолированным затвором, где он выполняет роль канала для протекания тока между истоком и стоком. Типичная толщина этого слоя составляет несколько нанометров.

## Определение по ГОСТ
Согласно ГОСТ 15133-77, инверсный слой определяется как

слой у поверхности полупроводника, в котором тип электропроводности отличается от типа электропроводности в объёме полупроводника в связи с наличием электрического поля поверхностных состояний, внешнего электрического поля у поверхности или поля контактов разности потенциалов.

## Структуры с инверсным слоем

Зонная диаграмма МОП-структуры в режиме обеднения (сверху) и инверсии (снизу). За счёт изгиба зон, уровень Ферми вблизи границы с диэлектриком оказывается ближе к иной зоне (на нижнем рис. — к зоне проводимости), чем та, к которой он ближе в толще.

Чаще всего изучается инверсный слой в МОП-структуре (МОП = Металл — Оксид — Полупроводник), формирующийся при приложении достаточно высокого статического обратного («+» на металл в случае подложки p-типа, см. зонные диаграммы справа, или «-» на металл для n-подложки, см. рисунок вверху) напряжения. Данный режим работы МОП-структуры называется режимом инверсии. Неосновные носители генерируются в обеднённой области и накапливаются у поверхности, пока не установится равновесие. При приложении переменного напряжения такой процесс может «не успевать»; кроме того, созданию инверсного слоя может мешать утечка (например туннельная) заряда через диэлектрик. Поскольку МОП-структура может являться частью важнейшего прибора электроники — полевого транзистора, значимость изучения инверсных слоёв чрезвычайно велика.
Кроме того, инверсионный слой иногда создаётся у гетерограниц в структурах из нескольких полупроводников с разными энергиями сродства к электрону и/или разной шириной запрещённой зоны.

## Свойства инверсного слоя
Толщина инверсного слоя зависит от материала полупроводника, концентрации примесных атомов и величины приложенного поля. Характерные значения составляют 2—5 нм. Это намного меньше, чем ширина обеднённой области (от долей до единиц мкм при умеренном легировании). Типичные величины напряжённости поперечного электрического поля — 106—107 В/см, плотности неосновных носителей лежат в диапазоне 1011—1013 см-2.
Движение неосновных носителей в перпендикулярном направлении квантуется. Распределение потенциала в инверсном слое и вблизи него рассчитывается путём самосогласованного решения уравнений Шрёдингера и Пуассона, хотя предложены и упрощённые модели. При этом оказывается, что максимум плотности заряда смещён от интерфейса примерно на 1 нм, а дно нижней подзоны может отстоять от минимума потенциальной энергии в приповерхностной яме на величину до 0.5 эВ (нарастает с полем). За счёт квантования снижается плотность состояний, по сравнению с трёхмерным случаем. Непосредственно около поверхности раздела яма приближённо является треугольной.
Наличие квантования существенно сказывается на переносе заряда вдоль инверсионного слоя, подвижности и других показателях, а также влияет на магнитные явления в МОП-структуре.